# Mad in Sérénité
Albums de Gilles Servat
La douleur d'aimer
(1985) L'Albatros fou
(1991)
Mad in Sérénité est le onzième album studio de Gilles Servat, paru en 1988 chez Coop Breizh.
E Kervoal écrit par Roperth Er Mason est en langue vannetaise. Les droits d’auteur et de compositeur sont au profit de l’école Diwan.

## Titres de l'album
1. Mystérieux comme toujours (Gilles  Servat) - 3:24
2. C'est mon île (Gilles  Servat)  - 2:22
3. Ar Plac'h C'hoef Radenn (Gilles  Servat) - 4 :07
4. Nantes s'endort (Gwezenn Dana  / Gilles  Servat)  - 2 :58
5. Tempête (Gilles  Servat)  - 5:36
6. Le Chemin bleu (Gilles  Servat / Michèle Le Poder / Dan Ar Braz)  - 4:36
7. Arbres (Gilles  Servat)  - 2:10
8. E Kervoal ( Roperth Er Mason  / Gilles  Servat) - 3:23
9. Le jour n'est pas la vérité (Gilles  Servat)  - 4:46
10. Skinn Mac Dana (Gilles  Servat) - 4:43
11. Ar Rosenn Hag Al Lili (Gilles  Servat)  - 4:01
12. L'Espoir (Gilles  Servat / Michel Devy)  - 5:33

## Musiciens
- Michel Devy, arrangements, orchestration, direction d'orchestre
- Sauveur Mallia, basse
- Patrice Tison, guitare
- Régis Letenneur, flûtes
- Anne Mercier, violon
- Patrick Cohen-Akenine, violon
- Jean-Paul Minali-Bella, alto
- Laurent Hoevenaers, violoncelle
- Helena Andreyev, violoncelle
- Gérard Guilloury, programmation, synthétiseur

## Production / Enregistrement
- Production : Luc Vidal / Editions du Petit Véhicule
- Prise de son et mixage : Thierry Beaumarie
- Enregistrement : studio Métronome / Pierre Dutour Nogent-sur-Marne

## Prix / Récompenses
- Grand Prix de l'Académie Charles-Cros
- Prix du Conseil Régional[Lequel ?]